# Gundel Wittmann
Gundel Wittmann (née le 18 septembre 1905 à Berlin et morte le 28 mai 1990 dans cette même ville) est une athlète allemande, spécialiste des épreuves de sprint.
Le 22 août 1926, à Brunswick, elle établit un nouveau record du monde du 100 mètres en 12 s 4. Ce record sera amélioré en 1928 par la Japonaise Kinue Hitomi.